# Kerihalli, Shirhatti
Kerihalli là một làng thuộc tehsil Shirhatti, huyện Gadag, bang Karnataka, Ấn Độ.